# Oryphantes cognatus
Oryphantes cognatus is een spinnensoort in de taxonomische indeling van de hangmatspinnen (Linyphiidae).
Het dier behoort tot het geslacht Oryphantes. De wetenschappelijke naam van de soort werd voor het eerst geldig gepubliceerd in 1992 door Andrei V. Tanasevitch.